# Bitwa pod Tomaszowem Lubelskim
Bitwa pod Tomaszowem Lubelskim – w istocie dwie bitwy, z których pierwsza miała miejsce w dniach 17–20 września 1939 roku, a druga trwała od 22 do 27 września 1939 roku.  Była to druga po bitwie nad Bzurą największa batalia kampanii wrześniowej. W pierwszej bitwie udział brały zjednoczone armie „Kraków" i „Lublin" pod dowództwem gen. Tadeusza Piskora. W drugiej walczyły wojska Frontu Północnego utworzone z Armii „Modlin” generała Emila Przedrzymirskiego, dowodzone przez Stefana Dąba-Biernackiego. W pierwszej bitwie pod Tomaszowem Lubelskim brało udział największe polskie zgrupowanie pancerne ok. 80 wozów bojowych, w tym 22 czołgi typu 7TP.

## Pierwsza bitwa pod Tomaszowem Lubelskim
W rejon Tomaszowa i Biłgoraja zaczęły napływać wycofujące się z linii frontu różnego rodzaju rozbite jednostki wojska polskiego. Niewielkie resztki Armii „Kraków” z generałem Antonim Szylingiem wkroczyły na Lubelszczyznę i zostały wcielone do Armii „Lublin” dowodzonej przez generała Tadeusza Piskora. W skład nowego zgrupowania weszły 6. DP, 23. DP, 55. DP i część 21. DP (dywizji piechoty) oraz Krakowska Brygada Kawalerii i Warszawska Brygada Pancerno-Motorowa dowodzona przez płk Stefana Roweckiego. Generał Piskor dowodzący tym ugrupowaniem otrzymał od Naczelnego Wodza rozkaz przełamania się przez Tomaszów w kierunku na Bełżec, Rawę Ruską i Lwów, a stąd do granicy z Rumunią. Wykonanie tego zadania było niezmiernie trudne. W pierwszym rzędzie należało skoncentrować wszystkie oddziały rozproszone w lasach i wsiach w północno-zachodniej części powiatu tomaszowskiego.

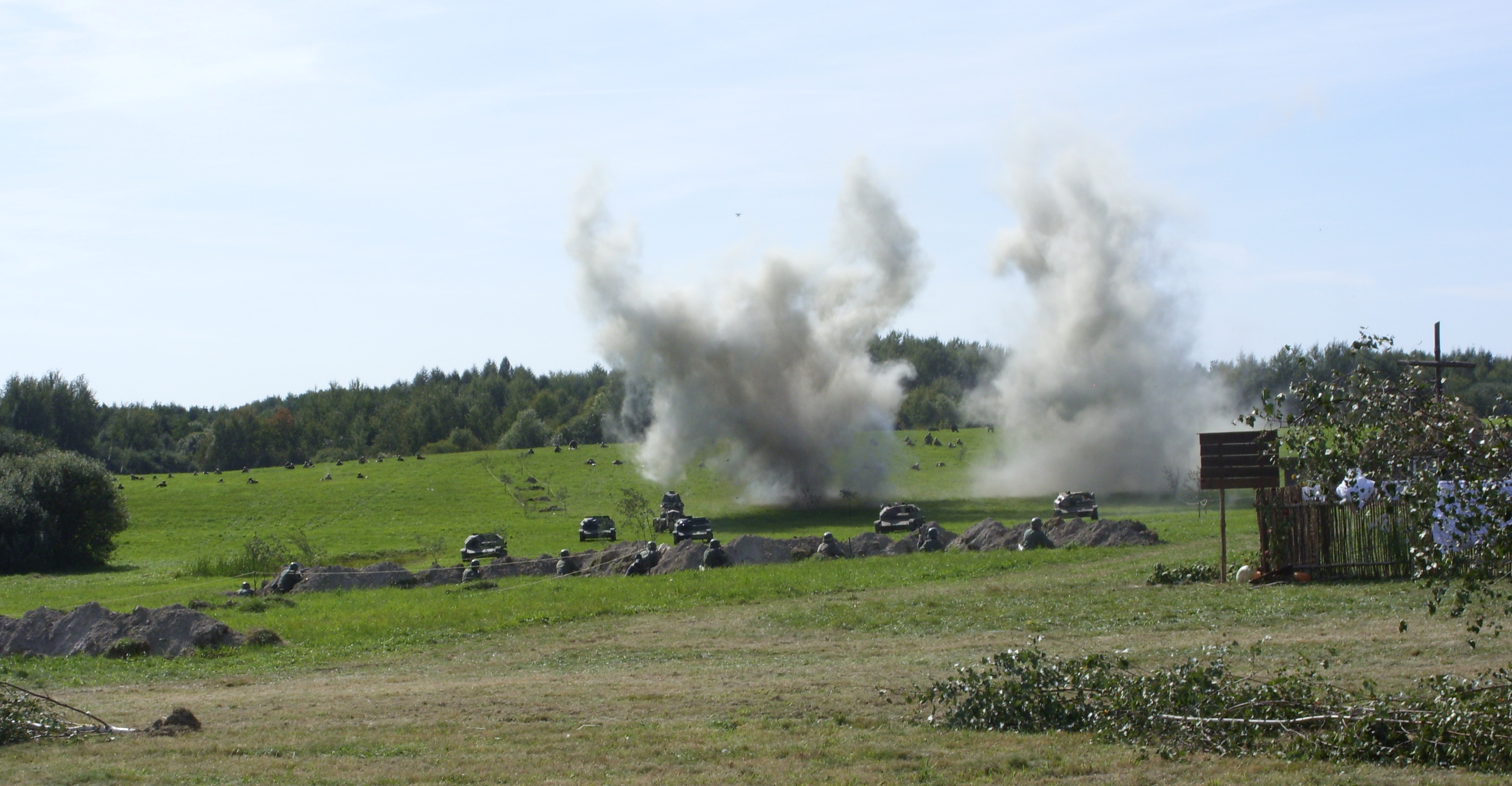
Walki Warszawskiej Brygady Pancerno-Motorowej gen. Stefana Roweckiego i piechoty przeciwko Niemcom, rekonstrukcja bitwy w 2019 roku

Każda grupa wojskowa przy próbie połączenia się z inną musiała na drodze swojego przemarszu staczać ciężkie boje z Niemcami. Do takich walk doszło między innymi pod Krasnobrodem, Majdanem Wielkim, Ulowem, Szarowolą, Zielonem, Pasiekami, Łosińcem, Rogóźnem. Polskie uderzenie pancerne na Tomaszów Lubelski początkowo odniosło sukces i miasto zostało zdobyte. Wkrótce potem, wobec przewagi Niemców i braków zaopatrzenia, polskie jednostki zostały jednak zmuszone do jego opuszczenia.
Wszystkie próby wyrwania się z okrążenia prowadzone w dniach od 17 do 20 września, nazwane przez historyków pierwszą bitwą pod Tomaszowem, zakończyły się klęską i zmusiły dowódcę Armii „Lublin” do podpisania aktu kapitulacji. Do niemieckiej niewoli dostało się około 20 tys. żołnierzy, w tym również generał Tadeusz Piskor.

## Druga bitwa pod Tomaszowem Lubelskim
Wkrótce po zakończeniu pierwszej bitwy pod Tomaszów dotarły wojska Frontu Północnego, utworzonego z Armii „Modlin” generała Emila Przedrzymirskiego. Dowódcą tej formacji został generał Stefan Dąb-Biernacki.
Podobnie jak Armia „Lublin”, także wojska Frontu Północnego otrzymały rozkaz Naczelnego Wodza Edwarda Śmigłego-Rydza marszu na południe w kierunku granicy rumuńskiej w kierunku przedmościa rumuńskiego. Po dotarciu do Chełma do sztabu frontu dotarła informacja o agresji ZSRR na Polskę i przekroczeniu granicy przez  Armię Czerwoną. W związku z tym plany operacyjne uległy zmianie − generał Stefan Dąb-Biernacki postanowił skierować swoje wojska na Hrubieszów, a następnie Tomaszów. 21 września oddziały polskie wkroczyły do północno-wschodniego rejonu powiatu tomaszowskiego. Po licznych walkach zdobyto Tyszowce, Komarów, Łaszczów, Rachanie, a także Wożuczyn, gdzie został ulokowany sztab generała Dąb-Biernackiego. Pomimo chwilowych sukcesów nie zdołano utrzymać zdobytych pozycji. Natarcie na Antoniówkę wyparło na krótko Niemców, ale atak załamał się pod ogniem artylerii i karabinów maszynowych, a oddziały polskie poniosły ciężkie straty.
Nie powiodły się również plany opanowania Tomaszowa przez 13 Brygadę Piechoty pułkownika Wacława Szalewicza. Największy sukces w walkach odniosła Nowogródzka Brygada Kawalerii pod dowództwem generała brygady Władysława Andersa, która 22 września uderzyła na Krasnobród. Rozbiła tam niemiecką obronę, biorąc do niewoli 100 jeńców, a także uwolniła 40 polskich żołnierzy przetrzymywanych w miejscowym kościele. Po tym zwycięstwie brygada opuściła zdobyte miasto i dotarła do Majdanu Sopockiego, skąd po krótkim odpoczynku udała się w kierunku Lwowa.
Innym polskim oddziałom powiodło się znacznie gorzej. Dywizje generałów Kowalskiego i Wołkowickiego zostały rozbite i rozproszone. Beznadziejna sytuacja wojskowa zmusiła generała Dąba-Biernackiego do podjęcia decyzji o kapitulacji, do przeprowadzenia której upoważnił generała Przedrzymirskiego. Sam w nocy 23 września rozwiązał sztab i (w cywilnym ubraniu) opuścił miejsce postoju.
Pomimo tego pozostałe oddziały polskie przeszły w okolice Krasnobrodu, gdzie stoczono jeszcze jedną bitwę, która nie przyniosła wymiernego sukcesu. Wobec całkowitej utraty zdolności bojowej swoich podwładnych generał Przedrzymirski podpisał 26 września akt kapitulacji. 500 oficerów i 6 tysięcy żołnierzy trafiło do niewoli niemieckiej.

## Upamiętnienie
Walki żołnierza polskiego pod Tomaszowem zostały upamiętnione na Grobie Nieznanego Żołnierza w Warszawie napisem na jednej z tablic po 1945 roku „TOMASZÓW – KRASNOBRÓD 15 – 23 IX 1939" a po 1990 roku „TOMASZÓW LUBELSKI 17 – 27 IX 1939".
Tradycyjnie od kilkunastu lat w Tomaszowie Lubelskim, w trzecią niedzielę września, odbywają się uroczystości i rekonstrukcje bitew pod Tomaszowem Lubelskim.

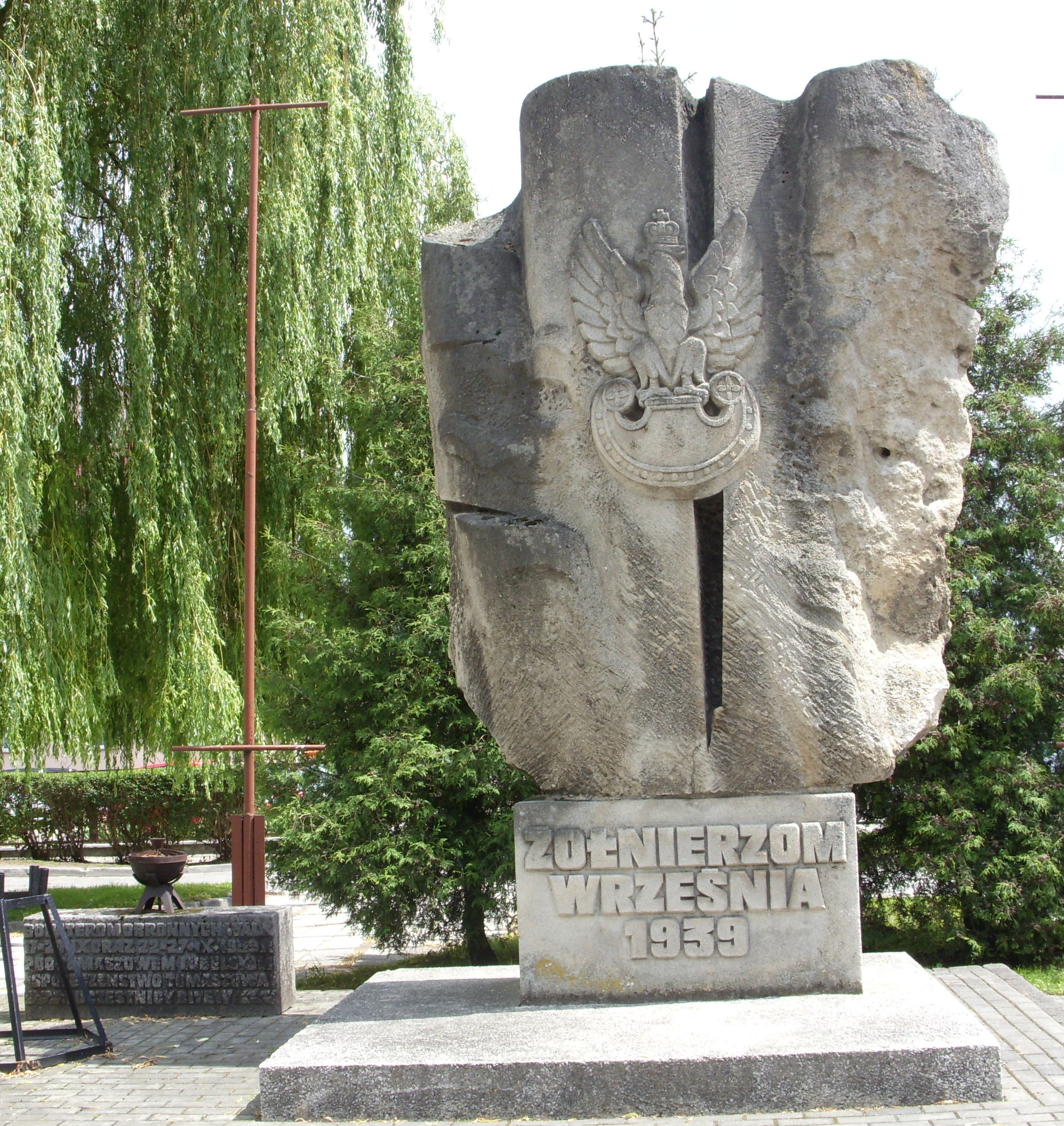
Pomnik Żołnierzom Września 1939 Armii Kraków i Armii Lublin w Tomaszowie Lubelskim
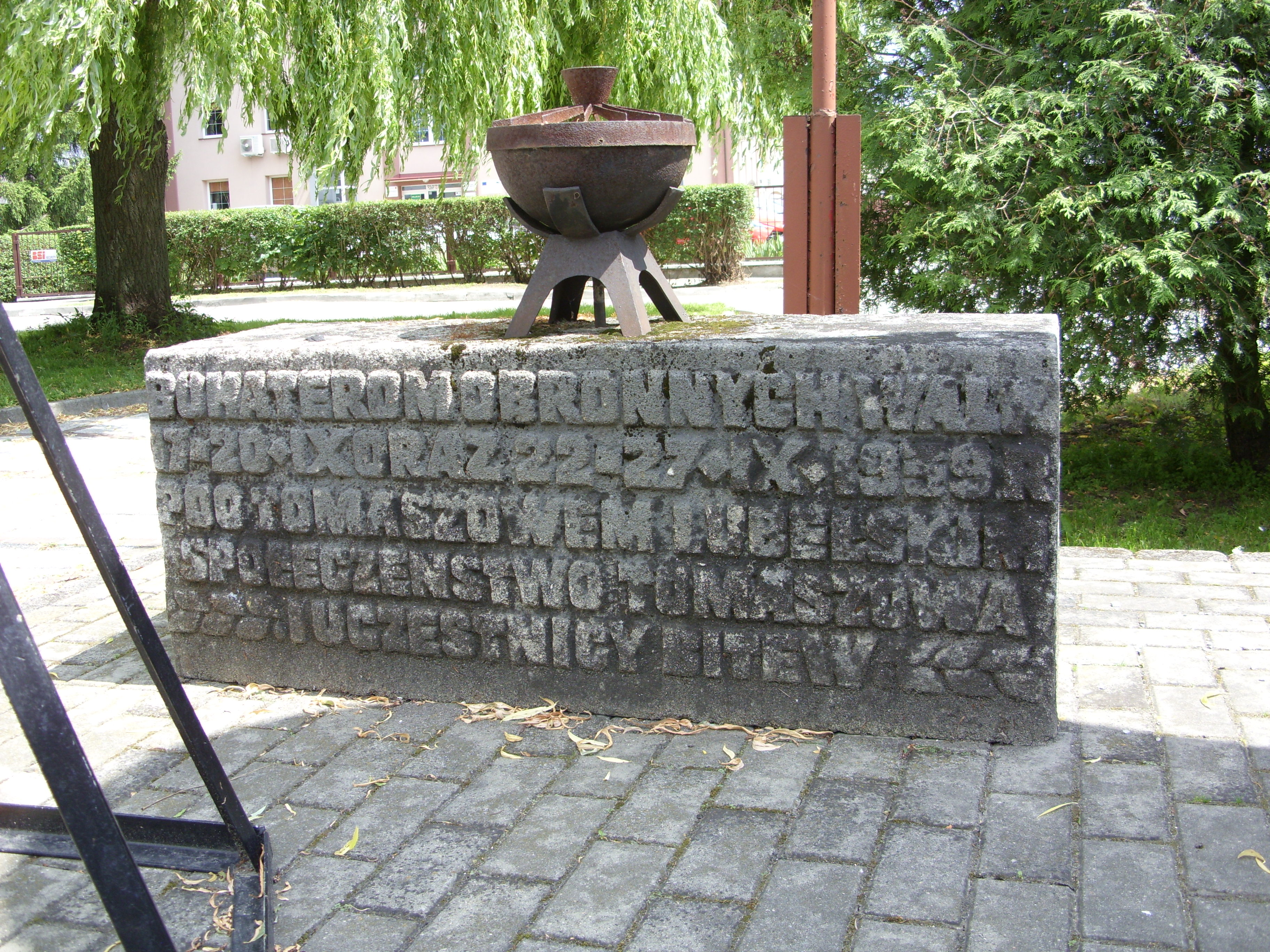
Bohaterom obronnych walk od 17 do 27 września 1939 pod Tomaszowem Lubelskim
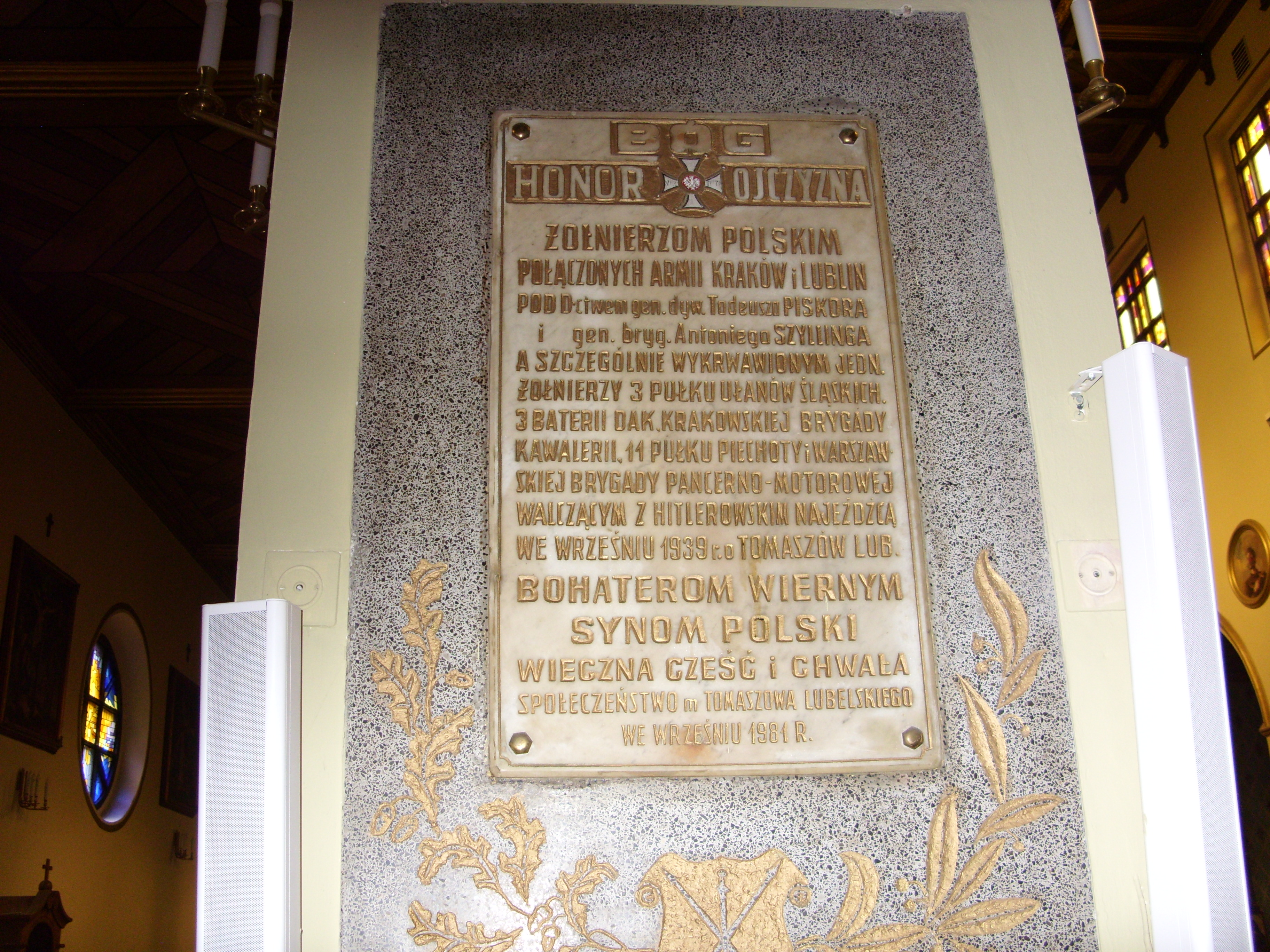
Tablica pamięci żołnierzy Armii Kraków i Armii Lublin w bitwach o Tomaszów Lubelski 1939
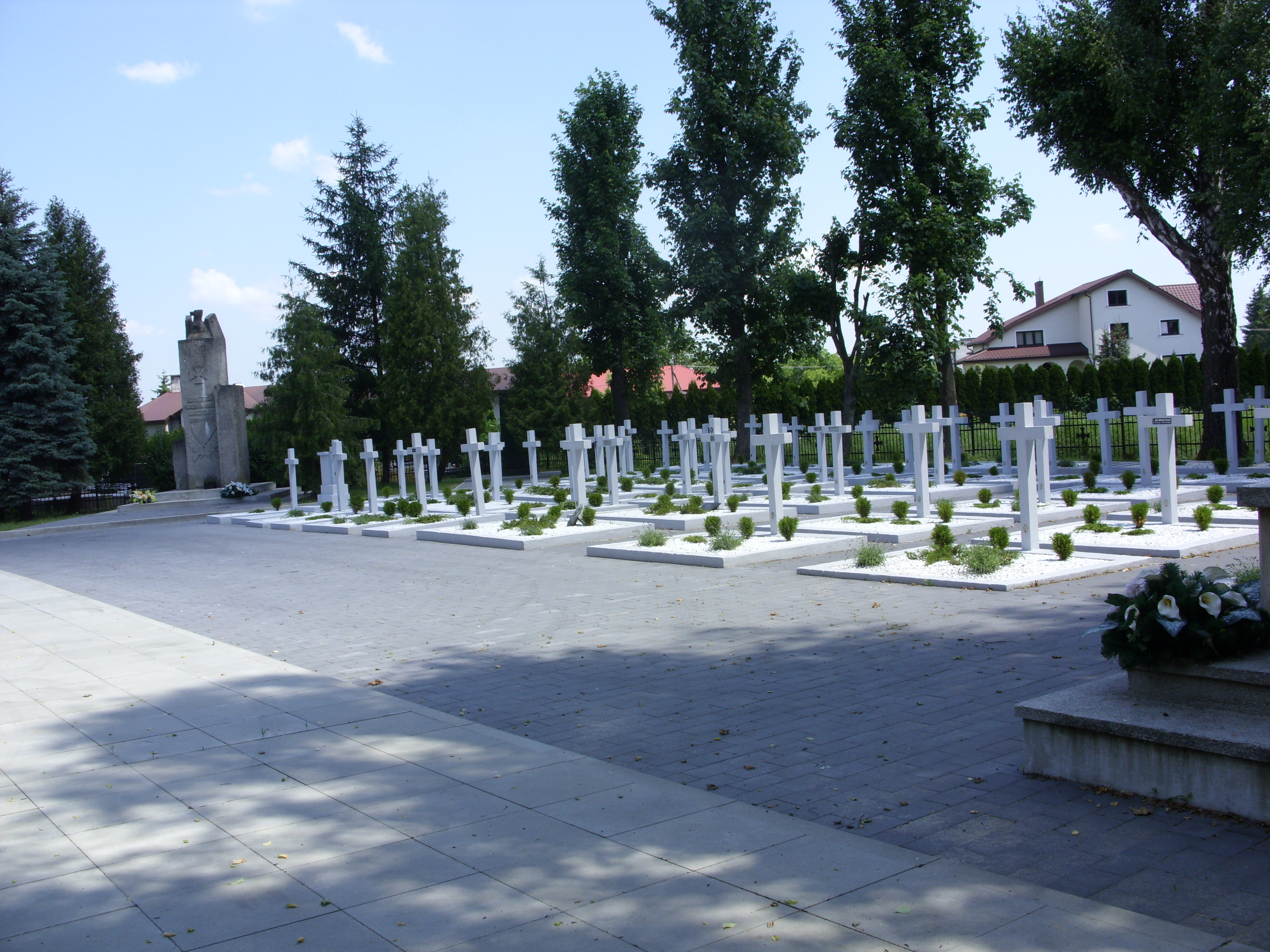
Cmentarz Wojenny 1939 poległych żołnierzy Armii Kraków i Armii Lublin w Tomaszowie Lubelskim
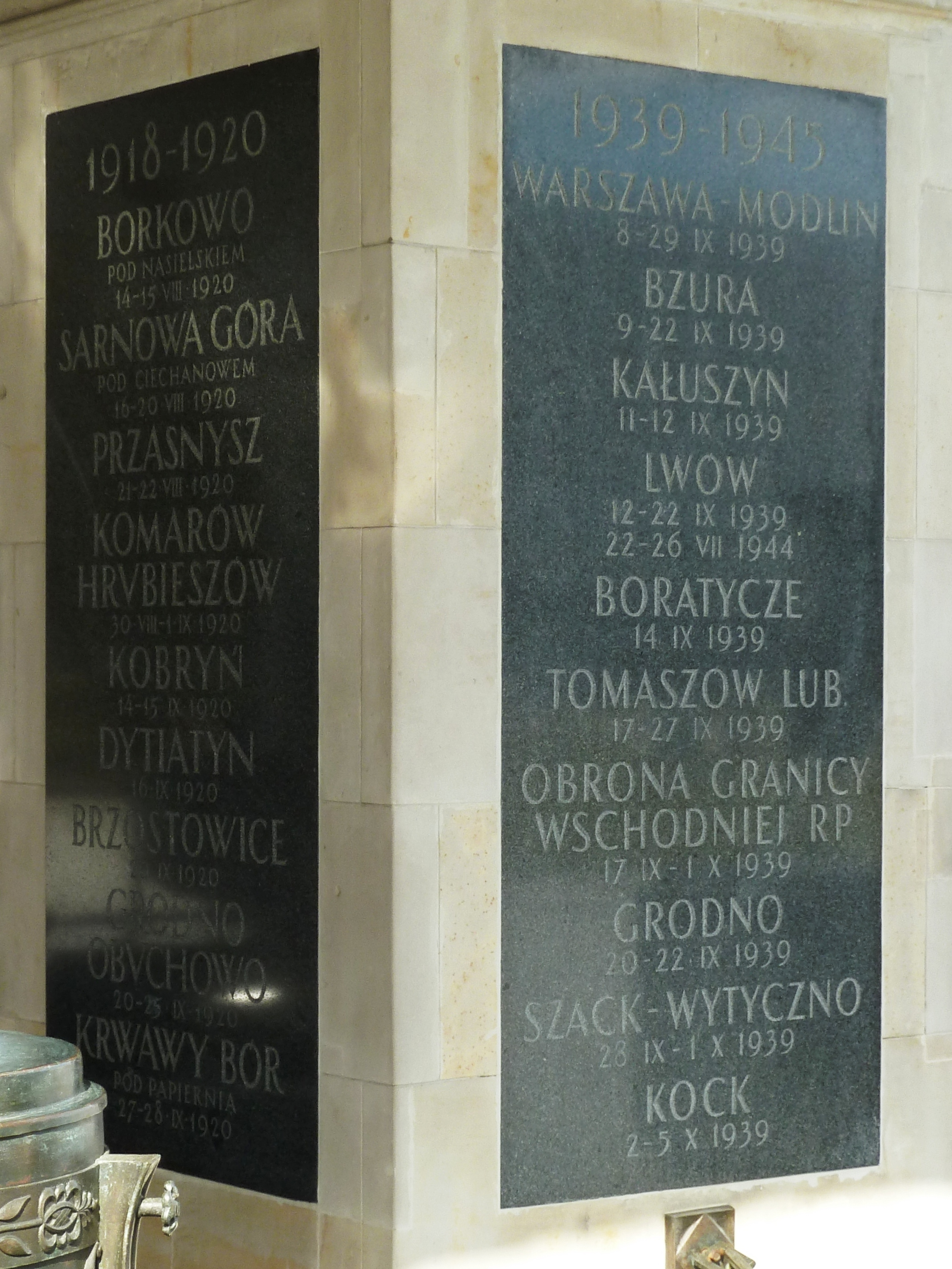
Tablica na Grobie Nieznanego Żołnierza w Warszawie
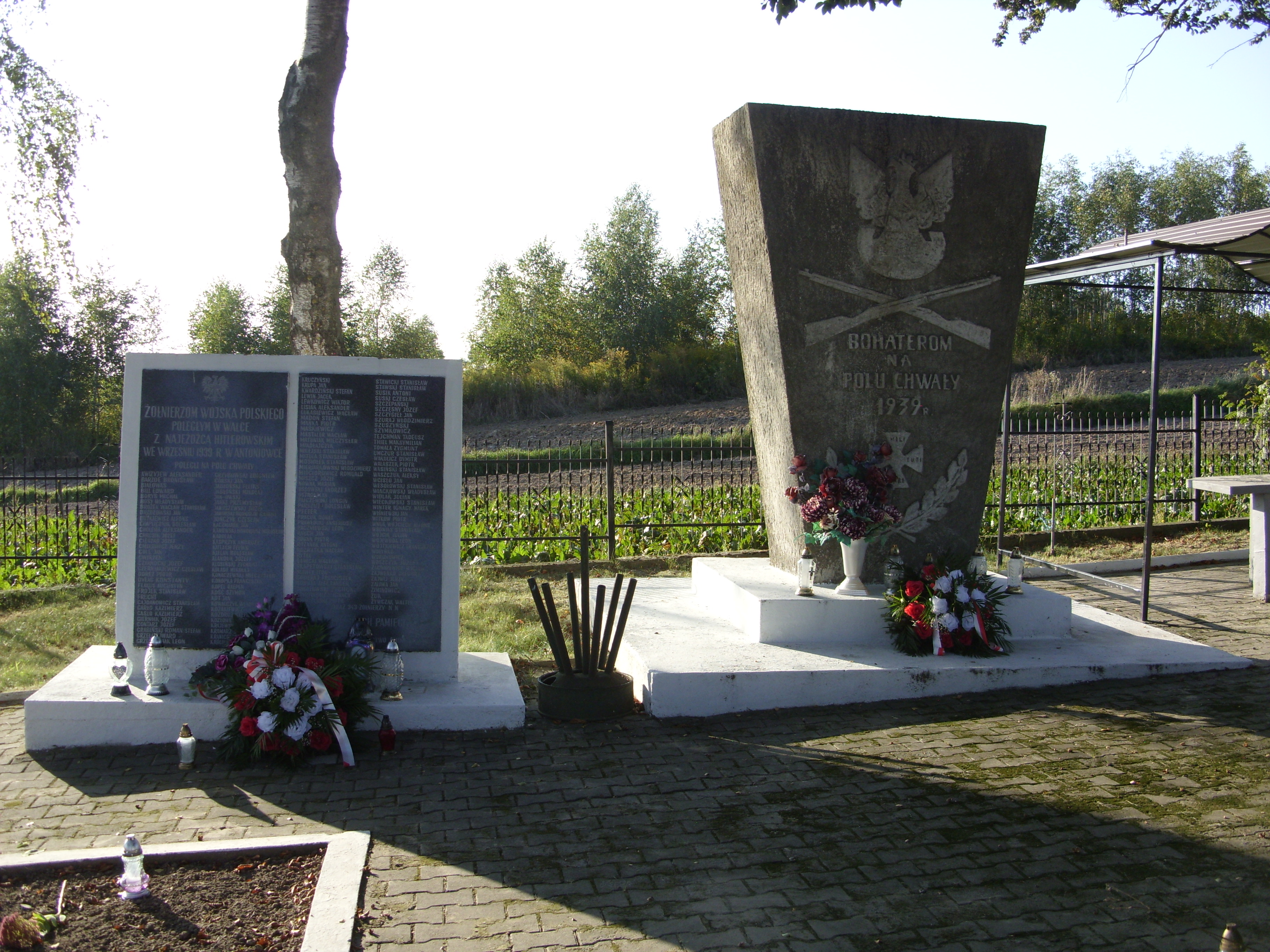
Cmentarz żołnierzy Wojska Polskiego poległych w bitwie pod Tomaszowem Lubelskim 23 września 1939 r. w Antoniówce koło Krynic